# Germentschuk
Germentschuk (russisch Герменчук; tschetschenisch Гермчига) ist ein Dorf (selo) in der Republik Tschetschenien in Russland mit 10.736 Einwohnern (Stand 14. Oktober 2010).

## Geographie

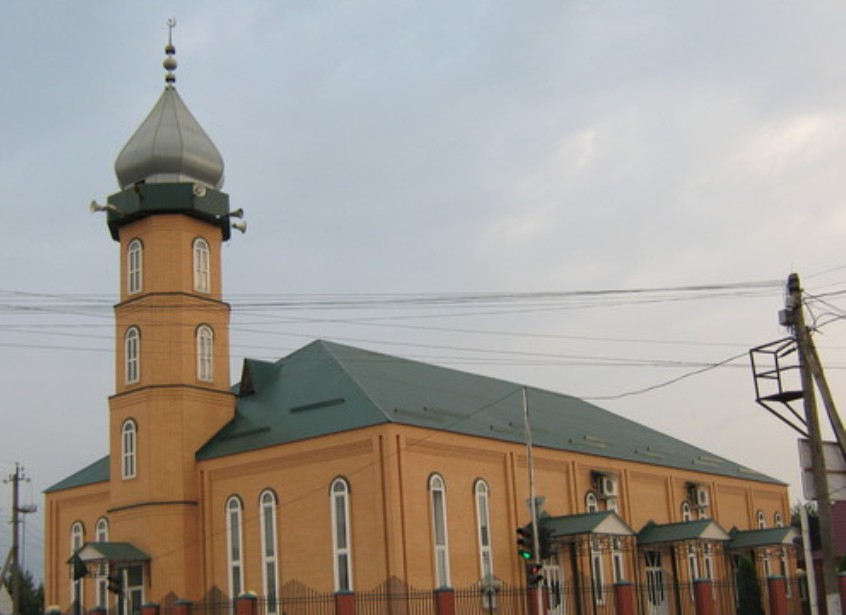
Moschee in Germentschuk

Der Ort liegt am Nordrand des Großen Kaukasus etwa 25 km Luftlinie südöstlich der Republikhauptstadt Grosny an der Dschalka, flussaufwärts Bass genannt, einem rechten Nebenfluss der Sunscha.
Germentschuk gehört zum Rajon Schalinski und befindet sich etwa 4 km nördlich des Stadtzentrums des Rajonverwaltungssitzes Schali, faktisch unmittelbar in dieses übergehend. Das Dorf ist Sitz und einzige Ortschaft der Landgemeinde Germentschukskoje selskoje posselenije.

## Geschichte
Das Gründungsjahr des Dorfes ist unbekannt. Es soll von Angehörigen des ursprünglich aus dem Dorf Scherdy-Mochk im heutigen Wedenski rajon stammenden tschetschenischen Clan (teip) Schirdi gegründet worden sein. Der Ortsname ist vermutlich turkischer Herkunft, von kermen für Festung. Die heute offizielle Form ist die russifizierte Variante der tschetschenischen Form.
Nach der Deportation der tschetschenischen Bevölkerung des Gebietes 1944 wurden dort vorübergehend Bewohner der benachbarten Dagestanischen ASSR angesiedelt, und das Dorf erhielt die russische Bezeichnung Mostowoje (von most für Brücke). 1957 wurde die ursprüngliche Bezeichnung wiederhergestellt.
Aus Germentschuk stammen mehrere hochrangige Militärs und Politiker der separatistischen Tschetschenischen Republik Itschkeria in den 1990er-Jahren, so der Feldkommandeur und General Aslanbek Abdulchadschijew (1962–2002) und der Informationsminister Mowladi Udugow (* 1962), später im Exil für das Kaukasus-Emirat tätig.

### Bevölkerungsentwicklung
| Jahr | Einwohner |
| ---- | --------- |
| 1970 | 4.526     |
| 2002 | 9.265     |
| 2010 | 10.736    |

Anmerkung: Volkszählungsdaten

## Verkehr
Westlich wird das Dorf von der Regionalstraße (ehemals R306) umgangen, die von Argun kommend 7 km nördlich von Germentschuk bei Mesker-Jurt die föderale Fernstraße R217 Kawkas (ehemals M29) kreuzt und weiter über Schali und das benachbarte Rajonzentrum Wedeno nach Dagestan führt, in Richtung Botlich – Buinaksk. Nach Nordosten führt eine Lokalstraße in das 8 km entfernte Zozin-Jurt.
Die nächstgelegene Bahnstation befindet sich in Argun an der Strecke Gudermes – Grosny.

## Persönlichkeiten
- Mowladi Udugow (* 1962), tschetschenischer Aktivist, Propagandachef und Direktor des Nationalen Informationsdienstes der selbsternannten Tschetschenischen Republik Itschkerien